# Lars Fridell
Lars Fridell är en svensk bordshockeyspelare som representerar Stockholmsklubben Björkhagen Rangers. Landslagsdebuten gjordes redan 1993 under VM i Frankrike.

## Meriter
- VM i bordshockey individuellt: Brons 2001
- VM i bordshockey lag: Guld 2001 & 2007, silver 2005
- NM: Silver 2000
- Bordshockey-SM: Guld 1998, silver 2001, brons 2004 & 2009
- Boston Challenge: Guld 2008, brons 2006